# Rosa Kellner
Pour les articles homonymes, voir Kellner.
Rosa Kellner (née le 21 janvier 1910 à Munich et décédée le 13 décembre 1984) est une athlète allemande spécialiste du sprint. Affiliée au TSV 1860 Munich, elle mesurait 1,61 m pour 53 kg.

## Biographie

### Palmarès
| Date | Compétition           | Lieu      | Résultat | Épreuve   | Performance |
| ---- | --------------------- | --------- | -------- | --------- | ----------- |
| 1928 | Jeux olympiques d'été | Amsterdam | 3e       | 4 × 100 m | 49 s 0      |

### Records
| Épreuve    | Performance | Lieu | Date |
| ---------- | ----------- | ---- | ---- |
| 100 mètres | 12 s 2      |      | 1931 |